# Gnato
Gnato est une localité de l'ouest de la Côte d'Ivoire, et appartenant au département de Tabou, dans la Région du Bas-Sassandra. La localité de Gnato est un chef-lieu de commune.